# Alyson Reed
Alyson Reed est une actrice américaine née le 11 janvier 1958 à Anaheim (Californie). Elle est connue pour son rôle de Mrs. Darbus dans High School Musical.

## Filmographie
- 1985 : Chorus Line
- 1989 : L'amour est une grande aventure
- 1995 : New York, police judiciaire
- 1996 : Murphy Brown (épisode: "The Bus Stops Here" )
- 1998 : Les Sept Mercenaires
- 1999 : X-Files : Aux frontières du réel (épisode Chance)
- 2003 : Les Experts
- 2004 : Desperate Housewives
- 2005 : Numb3rs (épisode: "Structural Corruption")
- 2006 : High School Musical : Mme Darbus
- 2007 : High School Musical 2 : Mme Darbus
- 2008 : High School Musical 3 : Mme Darbus
- 2014 : Grey's Anatomy (épisode: "Throwing It All Away")
- 2019 : Ad astra
- 2020 : Histoires d'amour (Love is Love is Love) d'Eleanor Coppola : Jackie